# سیارک ۲۷۴۴
سیارک ۲۷۴۴ (به انگلیسی: 2744 Birgitta، نامگذاری:1975RB) دو هزار و هفتصد و چهل و چهارمین سیارک کشف شده است که در ۴ سپتامبر ۱۹۷۵ کشف شد.
قدر مطلق سیارک برابر ۱۴٫۷۸ است.